# روب سميث (لاعب كرة قدم أمريكية)
روب سميث (بالإنجليزية: Rob Smith)‏ هو لاعب كرة قدم أمريكية أمريكي، ولد في 8 مارس 1984 في فورت توماس في الولايات المتحدة.

## وصلات خارجية
- روب سميث على موقع مرجع كرة القدم المحترفة.كوم (الإنجليزية)